# Про будову людського тіла
Про будову людського тіла в семи книжках (лат. De humani corporis fabrica libri septem) — твір із безліччю алегоричних зображень з анатомії людини, написаний Андреасом Везалієм (1514—1564), 1543 року.

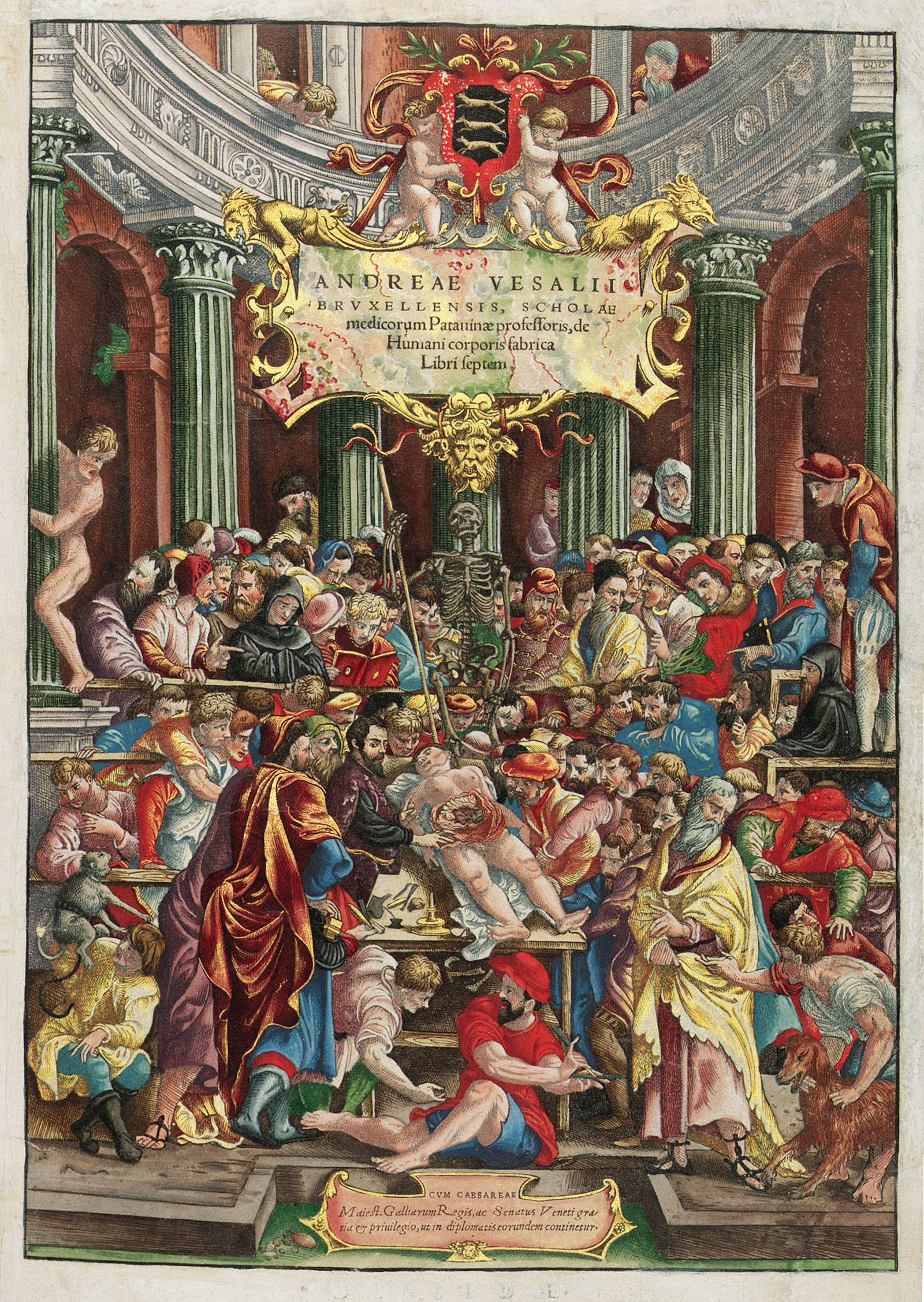
Перший примірник книги, розфарбований вручну. Подарунковий екземпляр для Карла V.

Праця складається з майже семисот сторінок чудового друку та вважається однією з найвпливовіших наукових книжок усіх часів. De Humani Corporis Fabrica, відома перш за все, своїми ілюстраціями, одними з найдосконаліших коли-небудь, зроблених гравюр на дереві.
Везалій ґрунтував власні анатомічні дослідження на безпосередньому спостереженні та хірургічній практиці, відкинув деякі анатомічні помилки присутні в попередніх працях, і, залучивши нові відкриття, здійснив революцію в медичних колах того часу, ставши засновником сучасної анатомії.

## Загальний огляд роботи
«Ла Фабрика» відома своїми дуже докладними ілюстраціями людських розтинів, часто в алегоричних позах.
Книжка заснована на лекціях, прочитаних автором в Падуанському університеті, під час яких він відійшов від звичайної практики, проводячи незліченні розтини трупів, щоби проілюструвати власні виклади. Вона є докладним дослідженням органів і повного улаштування людського тіла.
Це було б неможливо без багатьох досягнень епохи Відродження, в тому числі розвитку в галузі мистецтва і техніки друку. Завдяки цьому, Везалій зміг створити ілюстрації з якістю, що перевершує будь-які раніше вироблені.
Термін, який він використовував для назви своєї книжки «Фабрика», має архітектурний відтінок.
Везалій оприлюднив такий монументальний твір у віці 28 років, не зважаючи на витрати і багато головного болю стосовно його якості. Велику кількість ілюстрацій було виконано оплачуваними художниками (ті, що в перших двох книжках — були виконані Йоганном Стефаном де Калькаром, співробітником і учнем великого венеціанського художника Тіціана), і вони помітно перевершували зображення анатомічних атласів того часу, зроблені часто-густо власне вчителями анатомії.
Гравюри були доправлені до Базелю (Швейцарія), оскільки Везалій хотів, щоби його праця була видана одним з найвідоміших друкарів того часу, Йоаннісом Опоріні. Він сам приїхав до цього міста, щоб особисто керувати роботами. У підсумку, цей твір являє собою чудовий зразок кращої книжкової продукції епохи Відродження, із сімнадцятьма макетами на всю сторінку, а також різноманітними ілюстраціями у супроводі допису.

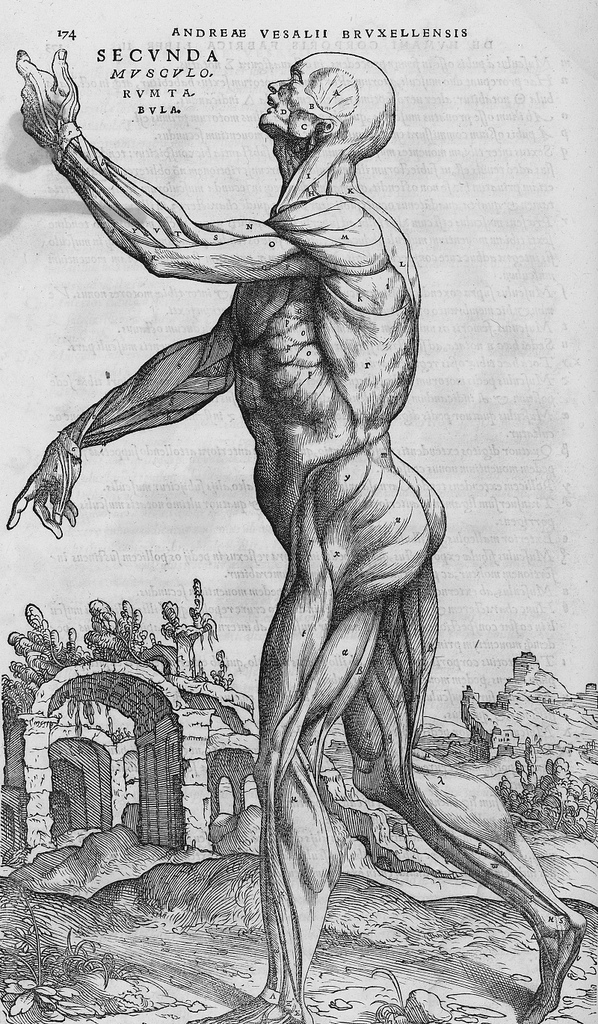
Ілюстрація з книжки

Успіх Фабрики забезпечив Везалію витрачені кошти, а згодом і славу. Він був призначений лікарем імператора Священної Римської імперії Карла V; Везалій присвятив власний твір государю і подарував йому перший оприлюднений примірник (переплетений імператорським пурпуровим шовком, зі спеціальними намальованими вручну ілюстраціями, яких немає в жодній іншій копії). «Фабрику» було перевидано 1555 року.

## Гра (алегорія)
Зображення голови людини з видаленою верхньою половиною черепа і твердою мозковою оболоною, відокремленою на боки — з оголеним мозком. Розміщення зразка відбиває високий естетичний рівень, виявлений протягом усієї праці.
Твір підкреслює важливість розтину та того, що пізніше було названо «анатомічним» поглядом на людське тіло. Його анатомічна модель дуже відрізняється від тих, які діяли в минулому, і є одним з перших і великих кроків на шляху до розвитку сучасної та наукової медицини.
«Фабрика» спростувала деякі найтяжчі помилки Галена, наприклад, уявлення про те, що великі кровоносні судини беруть початок з печінки. Однак, попри ці вдосконалення, Везалій дотримувався деяких помилок Галена, таких як думка, що в артеріях циркулює один тип крові, а у венах інший тип. Лише після робіт з кровообігу Вільяма Гарвея, ці помилкові уявлення були виправлені.